# نانسي دوناهو
نانسي دوناهو (بالإنجليزية: Nancy Donahue)‏ (مواليد 16 فبراير 1958) عارضة أزياء ورائدة أعمال أمريكية اقتحمت نانسي صناعة عرض الأزياء في السبعينيات، اشتهرت خلال فترة الثمانيات لتصبح واحدة من أنجح عارضات الأزياء في وقتها، أيضًا عملت طاهية المعجنات في شركة بيانكو كاترينج في ماساتشوستس. حيث عملت هناك لمدة 10 سنوات في الشركة وحصلت على العديد من الجوائز في العديد من الفعاليات. كما شاركت دوناهو في تأليف كتاب بعنوان One on One with a fashion model وزوجها السابق، جيف أكويلون.

## نشأتها
ولدت نانسي دوناهو في مدينة لويويل بولاية ماساتشوستس، واكتشفتها مجلة Mademoiselle في عام 1978. ظهرت نانسي على غلافها الأول في عدد أغسطس بعقد لعشرة أغلفة أخرى. وفي سن العشرين، وقعت عقدًا مع وكالة Elite للعارضات، ثم شرعت في تصوير العديد من الأغلفة والصفحات التحريرية لمجلات فوغ الأمريكية، وفوغ الفرنسية، وفوغ الألمانية، وفوغ الإيطالية، وبازار الإيطالية، بالإضافة إلى Self وGlamour وكل مجلة أزياء مهمة تقريبًا.  في أوائل التسعينيات، عادت نانسي إلى لويويل بولاية ماساتشوستس لتربية ابنها جورج. أصبحت مدربة شخصية في NSCA، ومعلمة يوغا معتمدة ومعلمة بيلاتيس. بفضل هذه المؤهلات، أصبحت مديرة لياقة بدنية في أحد النوادي الريفية الراقية، كما أصبحت طاهية حلويات حائزة على جوائز. في عام 2007، شاركت نانسي في تأسيس شركة BelleCore، التي اخترعت أداة تجميل حائزة على جوائز وأفضل المنتجعات الصحية ونوادي العافية واللياقة البدنية.

## مسيرتها المهنية
عملت دوناهو إلى جانب بعض من أفضل الموديلات العالمية في الثمانينيات، بما في ذلك كيم أليكسيس وكارول ألت وجيا كارانجي وجانيس ديكنسون وبولينا بوريزكوفا. كان وجه Donahue على الغلاف وافتتاح الموضة الداخلية لمجلات أزياء لا تعد ولا تحصى، بما في ذلك أمريكان فوغ، وفرنس فوغ، وفوغ إيطاليا، وبريتش فوغ، وإيطاليا بازار، ومديموزيل، وسيلف، ريدبوك، غلامور ونيويورك تايمز .

## روابط خارجية
- نانسي دوناهو على موقع IMDb (الإنجليزية)